# Naro-Fominsk
Naro-Fominsk (ru. Наро-Фоминск) este un oraș din regiunea Moscova, Federația Rusă, cu o populație de 70.475 locuitori.
1. ↑  OKTMO. 179/2016., accesat în 21 octombrie 2016